# Acer trifoliatum
Acer trifoliatum é uma espécie de árvore do gênero Acer, pertencente à família Aceraceae.